# مبدأ التفرد
مبدأ التفرّد هو معيار يفرّد أو يفرّق عدديًّا بين أعضاء جنسٍ معطًى، وبه نستطيع أن نحدد بالنظر إلى أي جنس من الأشياء، هل لدينا منها واحدٌ أم أكثر. من أسماء هذا المبدأ أيضًا: «معيار الهوية»، و«مبدأ عدم التمييز». بدأ تاريخ النظر في هذا المبدأ مع أرسطو. وقد ناقشه الفيلسوف القروسطي دانز سكوطس (عاش بين عامي 1266–1308 تقريبًا) في المبدأ الذي أطلق عليه اسم الهاذيّة، وفي عصر النهضة الأوروبية ناقشه فرانسيسكو سواريز (1548–1617) وبونافينتشر بارون (1610–1696) وليبنيز (1646–1716).

## أرسطوطاليس
أخذ أرسطو القضية بناءً على ما ظهر في النقاشات الأفلاطونية من أن المثل العامة (كالخير والعدل والمثلث وهكذا) حقيقية، لذا عرّف أرسطو الفرد على أنه شيءٌ حقيقيٌّ في نفسه. لذا كان للفرد نوعان من الوحدة: الوحدة الخاصة والوحدة العددية. الوحدة الخاصة (وهي وحدة النوع الذي ينتمي إليه الفرد) هي وحدة في الطبيعة التي يشاركها الفرد مع أفراد آخرين. فعلى سبيل المثال، الأختان التوأمتان كلاهما من إناث البشر، فتشتركان في وحدة الطبيعة. وفي رأي أرسطوطاليس أن الوحدة الخاصة مشتقة من المثال، لأنها مثال (أو جوهر بتعبير الفلاسفة القروسطيين) يجعل المادة الفردية جنس الشيء نفسه. ولكن الفردين (كالتوأمين) قد يشتركان في المثال نفسه ولكنهما ليس واحدًا في العدّ. فما هو المبدأ الذي نفرّق به فردين من حيث العدد فقط؟ ليس هذا الأمر خصيصة مشتركة عامة. قال بونافيتشر بعد ذلك إنه ما من مثال إلا ونستطيع أن نتخيل له مثالًا مشابهًا، مثل التوائم المطابقة، والتوائم الثلاثية المطابقة والتوائم الرباعية المطابقة. فكل مثال من هذه الأمثلة مشترك في أشياء عديدة، فلا يكون فردًا أبدًا. فما هو معيار أن يكون الشيءُ فردًا؟

في فصل لطالما أحال إليه الفلاسفة القروسطيون، يعزو أرسطوطاليس التفرد إلى المادة:
كل الأمر أن المثال إذا تجسد في جسد وعظام، وكان كالياس أو سقراط، فإنهما ليسا مختلفين إلا بسبب المادة (لأن المادة مختلفة)، أما من حيث النوع فهما واحد، لأن النوع لا ينقسم.

## العصور الوسطى

### من بوثيوس إلى توما الأكويني
أشار الفيلسوف الروماني المتأخر بوثيوس (480–524) إلى الموضوع في كتابه الإيساغوجي، حيث يقول إن الأشياء التي هي أفراد تختلف في العدد، لا تختلف إلا بسبب خصائص عارضة اتفاقية. وأشار الفيلسوف الفارسي ابن سينا (980-1037) إلى القضية باستعمال مصطلح تُرجِم لاحقًا إلى اللاتينية بكلمة (signatum) وهو الفرد المحدد. يقول ابن سينا إن الطبيعة ليست في نفسها فردًا، لكن العلاقة بينها وبين التفرّد عرضيّة، لذا فإن علينا النظر في أصلها لا في جوهرها، بل في خصائصها العرضية مثل الكمية والقيمة والزمان والمكان. ولكن ابن سينا لم يعمل أي نظرية خاصة مفصلة للتفرد. أما خليفته ابن رشد (1126–1198) فقال إن المادة واحدةٌ بالعدد لأنها غير محددة في نفسها وليس لها حدود معروفة. ولكن المادة قابلة للانقسام، فلا بد أن ذلك راجعٌ إلى الكمية، ولا بد أن المادة من ثم قابلة للتحديد في الأبعاد الثلاثة، كما أن الكتلة القاسية الثقيلة من الرخام يمكن أن تُنحَت لتصبح تمثالًا.
كان لنظريتي ابن رشد وابن سينا أثر كبير على نظرية توما الإكويني (1224–1274) بعدهما. لم يشك توما الإكويني في النظرية الأرسطوطاليسية في التفرد بالمادة، لكنها كان مرتابًا في أمر نظريتي ابن سينا وابن رشد. قبل توما أولًا نظرية ابن سينا في أن مبدأ التفرد هو المادة المحدودة بالأبعاد المعروفة، ولكنه بعد ذلك ترك هذه النظرية وأخذ بنظرية ابن رشد التي تقول بأن المبدأ هو المادة المتأثرة بالأبعاد غير المحددة. ولكن يبدو أنه بعد ذلك ترك النظريتين وعاد إلى النظرية الأولى عندما كتب كتاب كودليبتا.